# Federico Bocchia
Federico Bocchia (ur. 24 października 1986 w Parmie) – włoski pływak, specjalizujący się głównie w stylu dowolnym.
Mistrz Europy na krótkim basenie ze Szczecina (2011) w sztafecie 4 x 50 m stylem dowolnym, wicemistrz z Herning (2013) oraz brązowy medalista ze Stambułu (2009) w tej samej sztafecie.